# Шерстянников, Андрей Николаевич
Андре́й Никола́евич Шерстя́нников (1 августа 1975, Усть-Кут, Иркутская область — 1 марта 2000, высота 776, Чечня, Россия) — гвардии старший лейтенант парашютно-десантного батальона 104-го гвардейского Краснознамённого парашютно-десантного полка 76-й гвардейской воздушно-десантной Черниговской Краснознаменной дивизии, Герой Российской Федерации. Похоронен в городе Усть-Куте.

## Биография
Родился в городе Усть-Куте Иркутской области. Русский. Мать — Надежда Ивановна (1954 — 2020)
В 1992 году окончил среднюю школу, после чего попытался поступить в Рязанское училище ВДВ, но по конкурсу не прошёл.
В 1993 году поступил в Санкт-Петербургское высшее зенитное ракетное командное училище.
С 1997 года проходил службу в 76-й гвардейской воздушно-десантной дивизии, дислоцированной в городе Псков.
В феврале 2000 года направлен в командировку в Чечню, где в то время проходила антитеррористическая операция.

### Подвиг
1 марта 2000 года при выполнении боевой задачи на территории Чеченской республики командир зенитного взвода 6-й парашютно-десантной роты 104-го гвардейского полка 76-й воздушно-десантной дивизии гвардии старший лейтенант Андрей Николаевич Шерстянников погиб при выполнении боевой задачи. За мужество и героизм, проявленные в боях с террористами, удостоен звания Герой Российской Федерации (посмертно).

## Память
Похоронен в родном городе Усть-Куте на правом берегу Лены рядом с микрорайоном Старой РЭБ.
В честь Андрея Шерстянникова названа школа № 6, где он учился.
Ежегодно в Усть-Куте проходит боксёрский турнир его памяти.
В Смоленске, в ВА ВПВО ВС РФ установлен бюст Герою, в память о подвиге, совершенном на высоте 776.
1 августа 2018 года в честь дня рождения в Санкт-Петербурге на фасаде дома № 15 на улице Мира была открыта мемориальная доска в память о Герое Российской Федерации А. Н. Шерстянникове.
Отрывок из книги "Твои Герои". О солдатах и офицерах разведдозора 6 роты, погибшей в Чечне 1 марта 2000 года в районе высоты 776, рассказывает отец Д.С. Кожемякина - Сергей Иванович Кожемякин. Автор: Раян Фарукшин, текст читает Сергей Кротов. https://www.youtube.com/watch?v=9FbQhb8qN5w&t=3s